# Nebitka
Nebitka je bio dvorski službenik Anedžiba, egipatskog faraona 1. dinastije. Pokopan je u grobnici 3038 u Sakari. Njegov je prethodnik bio Hemaka, koji je vršio Nebitkinu dužnost za Anedžibovog oca Dena. 